# 田代純
田代 純（たしろ じゅん、1966年12月17日 - ）は、フリーアナウンサー。フットメディア所属。元NHKのシニアアナウンサー。

## 来歴
大阪府和泉市出身。大阪府立泉陽高等学校、北海道大学卒業。
大学を卒業後、1990年にNHKに入局。スポーツ中継での実況を主に担当し、プライベートでも欧州サッカーやアジアサッカーの観戦を趣味にする。また、学生時代に1年間アジア各国を放浪して以来バックパッキングを趣味にしており、たびたび途上国を訪れては旅をしている。
2023年6月30日、キャスターを務めていた「おうみ発630」の番組の最後にNHKを早期退職し、フリーアナウンサーに転身することを発表した。
不定期にNHK大阪放送局から、関西のラジオニュースを夜勤として担当することがある。
2025年7月からは毎日放送・MBSラジオにおいて、MBSの社員アナウンサー以外では初めて、同局の日曜日の夜のラジオと深夜のテレビでのニュース（MBSニュース）を担当することになった。

## 担当番組
- イブニングネットワークとやま
- FIFAワールドカップ中継（1998年フランス大会、2002年日韓大会、2006年ドイツ大会、2010年南アフリカ大会、2014年ブラジル大会）
- AFCアジアチャンピオンズリーグ中継
- FIFA女子ワールドカップ中継
- サッカースペインリーグ中継
- プレミアリーグ中継
- NBA中継
- NHKプロ野球
- Jリーグタイム（2001年 - 2008年）
- ニュースウオッチ9 - ニュースリーダー代行
- あしたをつかめ 平成若者仕事図鑑
- ラジオ深夜便
- 今日は一日○○三昧
- ニュースKOBE発 - キャスター（2013年夏~2015年度）
- 兵庫ニュース845-キャスター（不定期）
- おうみ発630 - 編集責任者及びキャスター代行など
- おうみ845[3]-キャスター（不定期）
- ぐるっと関西おひるまえ・大津（編集責任者）
- 大津放送局アナウンスグループ統括
- 関西発ラジオ深夜便（アンカー・2022年12月16日 - 17日、2023年5月19日 - 20日）